# Estadio Metropolitano (Madrid)
Estadio Metropolitano, voorheen bekend onder de naam Estadio La Peineta (officieel Estadio de la Comunidad de Madrid), is een voetbalstadion in Madrid. Om sponsorredenen heet het stadion Estadio Cívitas Metropolitano. Het opende in 1994 en is na een verbouwing sinds het seizoen 2017/18 de thuishaven van voetbalclub Atlético de Madrid. Aan het einde van het seizoen 2018/19, op 1 juni 2019, werd in dit stadion de finale van de UEFA Champions League gespeeld.

## Geschiedenis
Het stadion was deel van de poging van de gemeente van Madrid om de wereldkampioenschappen atletiek van 1997 naar Madrid te halen. De bouw van het stadion begon in 1990 en op 6 september 1994 werd het stadion geopend. De wereldkampioenschappen atletiek werden echter toebedeeld aan Athene. Wel werd in 1996 de tweede wedstrijd van de Supercopa de España in La Peineta gespeeld. Deze wedstrijd werd door Atlético de Madrid met 3-1 gewonnen van FC Barcelona. Doordat Barça de thuiswedstrijd al met 5-2 had gewonnen won Barcelona wel de Supercup. Daarnaast was het ook het hoofdstadion van de IAAF Continental Cup in 2009.

## Atlético de Madrid
In 2004 sloot het stadion en was het onderdeel van een project om de Olympische Spelen van 2016 naar Madrid te krijgen. In 2009 werd echter bekend dat de Olympische Spelen in Rio de Janeiro zouden worden gehouden. Uiteindelijk werd bekend dat Atlético de Madrid de bespeler van het stadion zou worden. Het stadion verving vanaf het seizoen 2017/18 het Estadio Vicente Calderón. Op 9 december 2016 maakte de club bekend dat het stadion officieel Wanda Metropolitano zou gaan heten. Metropolitano was ook de naam van het stadion waar Atlético tussen 1923 en 1966 speelde. Wanda was de naamsponsor van het stadion. Sinds juli 2022 draagt het stadion om sponsorredenen de naam Cívitas Metropolitano.
Na vier opeenvolgende uitwedstrijden te hebben gespeeld in het seizoen 2017/18 wijdde Atlético de nieuwe thuishaven in op zaterdag 16 september, toen Málaga CF met 1-0 werd verslagen door een treffer van de Franse aanvaller Antoine Griezmann. Aan de wedstrijd ging een spectaculaire openingsceremonie vooraf, waarbij een parachutist met de Spaanse vlag voor de aftrap op het veld landde. Op de eretribune keek koning Felipe VI van Spanje toe. Volgens clubpresident Enrique Cerezo heeft Atlético 'slechts' 170 miljoen euro betaald voor het nieuwe stadion met een capaciteit van 68 duizend toeschouwers. De gemeente Madrid heeft de overige 140 miljoen voor zijn rekening genomen, ter compensatie voor de grond onder Vicente Calderón.
De Spaanse bekerfinale werd in het seizoen 2017/18 voor het eerst gespeeld in het Estadio Cívitas Metropolitano van Atlético de Madrid. De bekerfinale op zaterdag 21 april ging tussen FC Barcelona en Sevilla.

## Interlands
Het Spaans voetbalelftal speelde drie interlands in het stadion.
| 1 | 27 maart 2018    | Spanje – Argentinië | 6 – 1 | Vriendschappelijk    | 65.541 |
| 2 | 18 november 2019 | Spanje – Roemenië   | 5 – 0 | EK 2020 kwalificatie | 35.198 |
| 3 | 4 juni 2021      | Spanje – Portugal   | 0 – 0 | Vriendschappelijk    | 14.743 |

Anoeta (Real Sociedad) ·
Balaídos (Celta de Vigo) ·
Benito Villamarín (Real Betis) ·
Olympisch Stadion Lluís Companys (FC Barcelona) ·
De la Cerámica (Villarreal CF) ·
Ciutat de València (Levante UD) ·
Coliseum Alfonso Pérez (Getafe CF) ·
El Sadar (CA Osasuna) ·
Martínez Valero (Elche CF) ·
Mendizorrotza (Deportivo Alavés) ·
Mestalla (Valencia CF) ·
Nuevo Los Cármenes (Granada CF) ·
Ramón de Carranza (Cádiz CF) ·
Ramón Sánchez Pizjuán (Sevilla FC) ·
RCDE Stadium (RCD Espanyol) ·
San Mamés (Athletic Bilbao) ·
Santiago Bernabéu (Real Madrid CF) ·
Vallecas (Rayo Vallecano) ·
Visit Mallorca Estadi (RCD Mallorca) ·
Estadio Wanda Metropolitano (Atlético Madrid)
Anduva (CD Mirandés) ·
Anxo Carro (CD Lugo) ·
Butarque (CD Leganés) ·
Can Misses (UD Ibiza) ·
Estadio Carlos Tartiere (Real Oviedo) ·
Cartagonova (FC Cartagena) ·
El Alcoraz (SD Huesca) ·
El Molinón (Sporting Gijón) ·
El Plantío (Burgos CF) ·
El Toralín (SD Ponferradina) ·
Fernando Torres (CF Fuenlabrada) ·
Gran Canaria (UD Las Palmas) ·
Heliodoro Rodríguez López (CD Tenerife) ·
Ipurua (SD Eibar) ·
José Luis Orbegozo (Real Sociedad B) ·
José Zorrilla (Real Valladolid) ·
Juegos Mediterráneos (UD Almería) ·
La Romareda (Real Zaragoza) ·
La Rosaleda (Málaga CF) ·
Montilivi (Girona FC) ·
Santo Domingo (AD Alcorcón) ·
Urritxe (SD Amorebieta)